# Tour de Brasil-Volta de l'Estat de São Paulo
El Tour de Brasil-Volta de l'Estat de São Paulo és una cursa ciclista per etapes que es disputa a l'estat de São Paulo (Brasil). La primera edició es va disputar el 2004 i el 2005 va entrar a formar part del calendari de l'UCI Amèrica Tour, amb una categoria 2.2. Es va tornar a fer el 2002, ara ja com una cursa per etapes. De 2004 i el 2009 s'anomenà Volta a l'Estat de São Paulo.

## Palmarès
| Any  | Vencedor                | Segon               | Tercer          |
| ---- | ----------------------- | ------------------- | --------------- |
| 2004 | Antônio Nascimento      | Thimothy Larkin     | Breno Sidoti    |
| 2005 | Jorge Giacinti          | Matías Médici       | Pedro Nicácio   |
| 2006 | Alex Diniz              | Pedro Nicácio       | Alex Arsenio    |
| 2007 | Marcos Novello          | Matías Médici       | Pedro Nicácio   |
| 2008 | Gregory Panizo          | Luis Tavares Amorim | Jair Santos     |
| 2009 | Sérgio Ribeiro          | Bruno Pires         | Magno Nazaret   |
| 2010 | Gregory Panizo          | Magno Nazaret       | Renato Seabra   |
| 2011 | José Eriberto Rodrígues | Flávio Cardoso      | Tiago Fiorilli  |
| 2012 | Magno Nazaret           | Flávio Cardoso      | Bruno Dornelles |
| 2014 | Magno Nazaret           | Alex Diniz          | João Gaspar     |